# Brigitte Lin

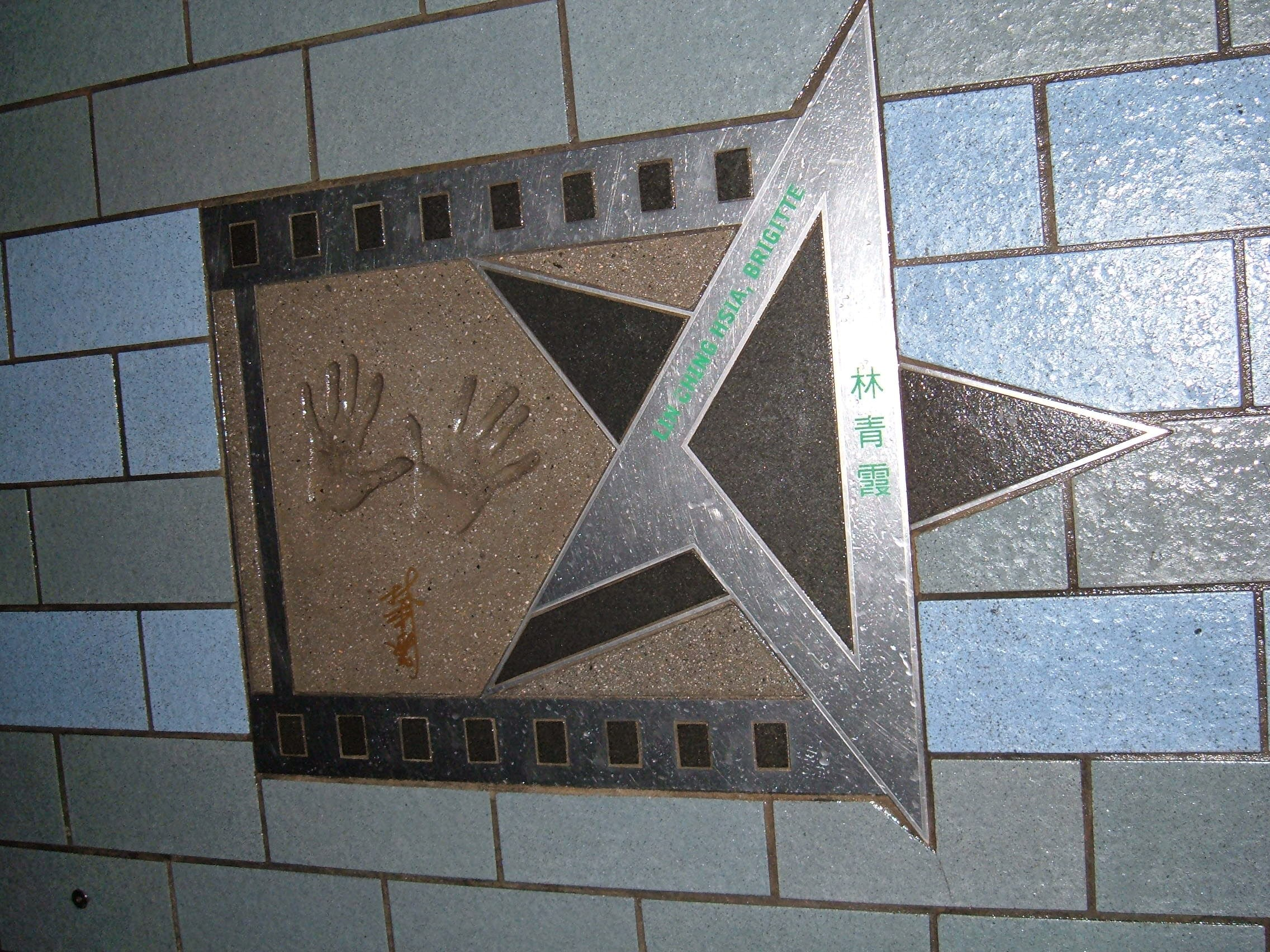
Ster, handafdruk en handtekening van Brigitte Lin aan de Avenue of Stars in Hong Kong

Brigitte Lin (Taipei, Taiwan, 3 november 1953) is een Taiwanese filmactrice.
Brigitte Lin (geboortenaam Lin Ching Hsia) werd ontdekt in 1972 toen ze in Taipei door een filmproducent van de straat werd geplukt. Haar eerste film was 'Outside the Window', die echter nooit is uitgebracht. In de daarop volgende jaren maakte ze vooral romantische films. In 1982 speelde ze in 'Fantasy Mission Force', met onder anderen Jackie Chan. Een jaar later verscheen ze in Tsui Harks fantasyfilm 'Zu Warriors from the Magic Mountain'. Enkele jaren later speelde ze weer met Jackie Chan in 'Police Story'. In het begin van de jaren negentig werd ze een Aziatische superster door haar spel in films als 'Swordsman II' (met Jet Li), 'New Dragon Gate Inn' en de twee 'Bride with the White Hair'-films. Ook speelde ze in Wong Kar-Wais Ashes of Time en Chungking Express. Ze is in 1994 gestopt met acteren. In dat jaar is ze getrouwd met miljonair Michael Ying (Ying Lee Yuen), de baas van het modemerk Esprit. Ze hebben twee kinderen.

## Belangrijkste films
- Bibsys: 2018166
- Biblioteca Nacional de España: XX1309387
- Bibliothèque nationale de France: cb140045707 (data)
- Gemeinsame Normdatei: 1089676522
- International Standard Name Identifier: 0000 0001 2145 240X
- Library of Congress Control Number: n79012317
- MusicBrainz: 345c66a9-959a-412b-9e39-1bf0ddb25772
- Nationale bibliotheek van Australië: 36595793
- Nationale Bibliotheek van Israël: 987007349689705171
- Nationale Bibliotheek van Polen: a0000002949160
- Nederlandse Thesaurus van Auteursnamen: 149677057
- Réseau des bibliothèques de Suisse occidentale: 02-A027775029
- SNAC: w6wh3m30
- Système universitaire de documentation: 086911562
- Virtual International Authority File: 100243089
- WorldCat: E39PBJp66RdPm87cqV3kVk3WjC